# Apponyi-palota (Pozsony)

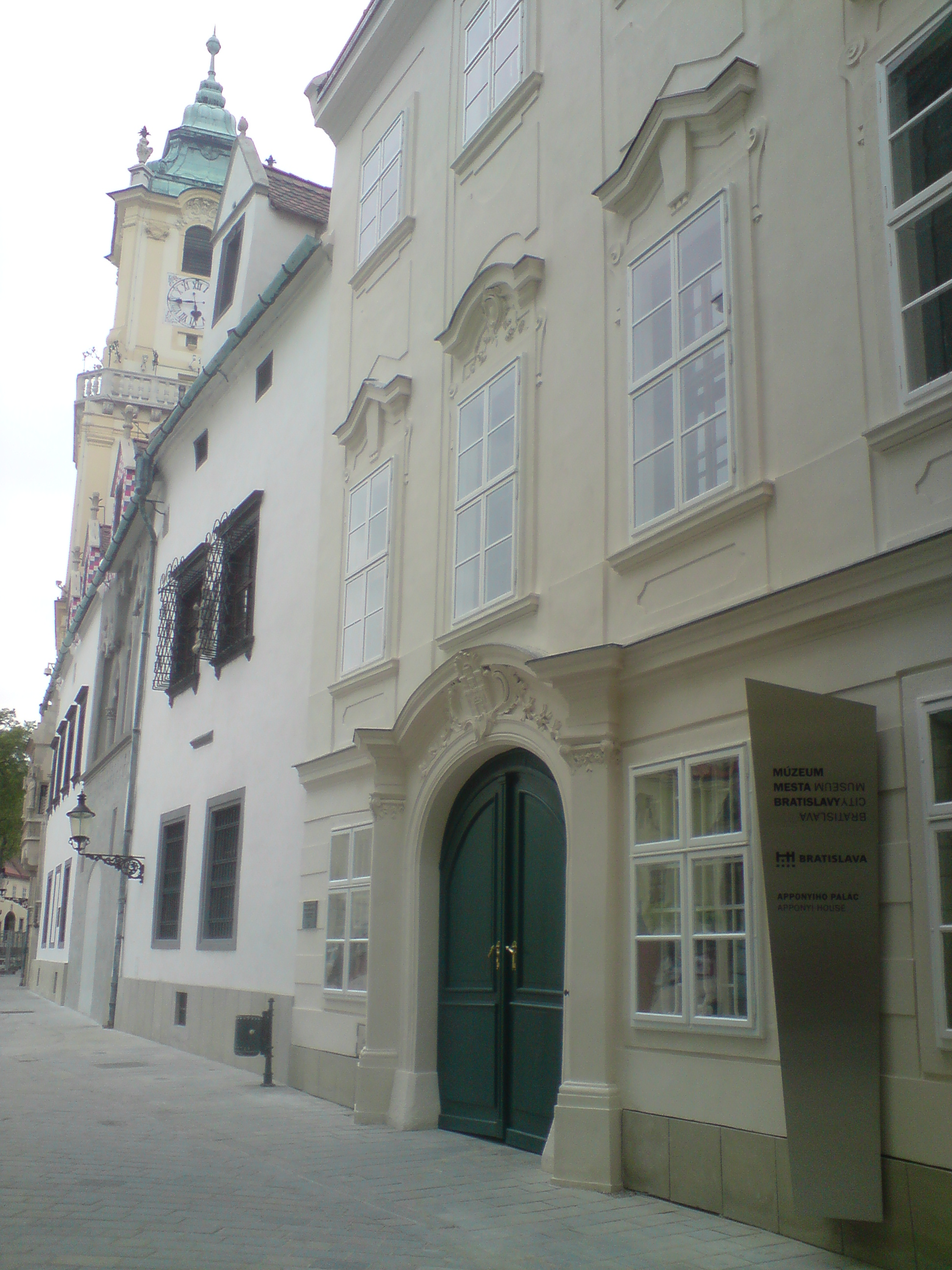

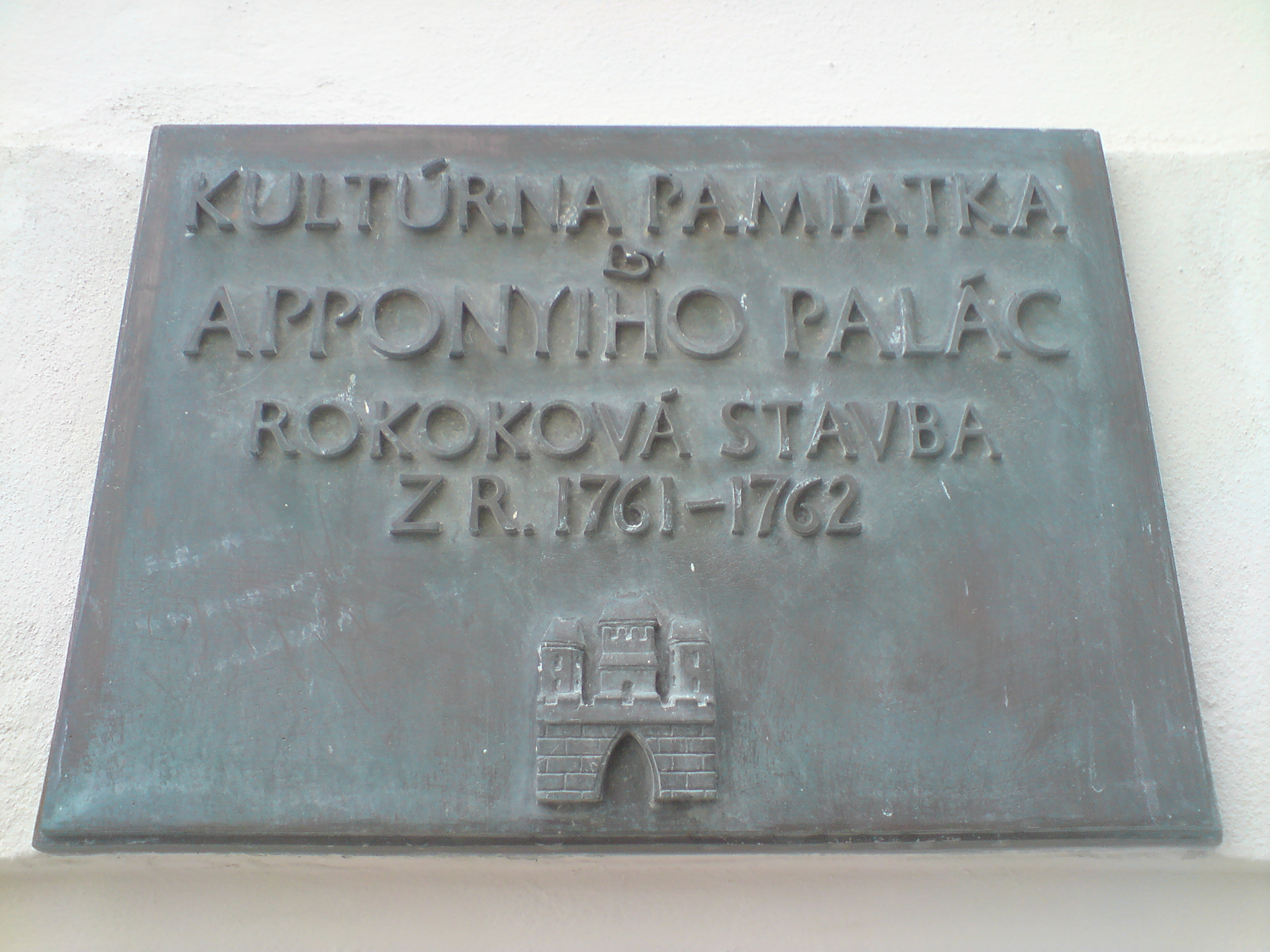
A műemléket jelölő emléktábla

A pozsonyi Apponyi-palota az óváros szívében található rokokó stílusban épült épület.
A palotát gróf Apponyi György építtette 1761-1762-ben. 1867-ben a város a magisztrátus szükségleteire felvásárolta. Ettől az időtől kezdve a város igazgatásába tartozik. Az épületet legutóbb 2006-2008 között újították fel, amikor is újból megnyitották a nagyközönség előtt, mint a Pozsony Városi Múzeum egyik kiállítóhelyét (Szőlőművelés).